# FIREBALL (B'zの曲)
「FIREBALL」（ファイヤーボール）は、日本の音楽ユニット・B'zの楽曲。1997年3月5日にRooms RECORDSより21作目のシングルとして発売された。

## 概要
シングルとしては『Real Thing Shakes』以来10か月を経ての作品。
シングルとしては初めて「No synthesizer & No computer used（訳:全部生音）」を銘打った曲。前作『Real Thing Shakes』も全部生音だったが、当初はシンセサイザーが使用されておりトラックダウンの際にカットしたため、最初から「全部生音」をテーマに製作されたのは本作が初となる。
ジャケット写真の撮影はカメラマンの緒方秀美が担当した。
オリコンでの連続ミリオン記録は本作でストップしたが、これについてメンバーは「記録はいつか止まるし、誰かが破るもの。それより今は"守らない"という気持ちの方が強い。」とコメントしている。ただし、日本レコード協会からはミリオンの認定を受けている。

## 収録曲
| 全作詞: 稲葉浩志、全作曲: 松本孝弘、全編曲: 松本孝弘・稲葉浩志。 |                   |          |            |      |
| #                                                                | タイトル          | 作詞     | 作曲・編曲 | 時間 |
| 1.                                                               | 「FIREBALL」      | 稲葉浩志 | 松本孝弘   | 4:15 |
| 2.                                                               | 「哀しきdreamer」 | 稲葉浩志 | 松本孝弘   | 3:21 |
| 合計時間:                                                        | 合計時間:         | 7:36     |            |      |

## 楽曲解説
1. FIREBALL
  - 1997年に行われた『B'z LIVE-GYM Pleasure '97 "FIREBALL"』のツアータイトル曲で、オープニングナンバーとして演奏された。
  - 稲葉の提案でこの曲のベースは松本が担当[注 1]しており、コーラスにも珍しく参加している。ベースは山下昌良から借りたリッケンバッカー社のベースを使用している[5]。
  - 松本がアメリカ滞在中に感じたことを受けて制作した曲だと語っており、稲葉は制作前に松本から「リズムの悪いアース・ウィンド&ファイアーとグランジ」をやりたいと言われたという[6]。
  - MVの監督は下山天[7]。金網、鎖が用意された現場で撮影され、楽曲にちなみ本物の炎や火花が使われた[8]。
  - 当時出演した『ミュージックステーション』(1997年2月21日放送回)にて、共演したエアロスミスから「日本にもこんなロックがあるのか。アルバムを500万枚も売り上げて、ライブで何百万人も動員した理由がわかった」と評価を受け[9]、後に『2002 FIFAワールドカップ official concert international day』での共演のきっかけとなり、その共演コンサートでも披露した。
  - また、この曲でフジテレビ系列の『HEY!HEY!HEY! MUSIC CHAMP』に初出演した。
  - 2002年に行われた『B'z LIVE-GYM 2002 GREEN 〜GO★FIGHT★WIN〜』で演奏された際は、曲の最後に稲葉の高音シャウトが披露され、その後の松本のギターが重なり、演出に使用されたロックマン（ステージ後方に設置された巨大なロボット状の人形）の腕が開くという演出がされた。
  - 『B'z LIVE-GYM 2002 "Rock n' California Roll"in Tokyo』以降長らく演奏されていなかったが、2017年に行われた『-セブン-イレブンpresents- B'z PREMIUM LIVE』および『B'z LIVE-GYM 2017-2018 “LIVE DINOSAUR”』で約15年ぶりに演奏され、2023年に行われたツアー『B'z LIVE-GYM Pleasure 2023 -STARS-』でも演奏された[10][11]。
2. 哀しきdreamer
  - 変拍子（5拍子）の曲。松本は「B'zって変拍子の曲を演ったことがないんです。」と語っている[12]。アコースティック・ギターで静かに始まるが、サビでは激しくなり4拍子に変わる。
  - 「FIREBALL」と同じく松本がベースを兼任し、生音のみで構成されている。
  - 本曲にもタイアップが付き、TOMYからリリースされたテレビゲーム『INDY 500』のイメージソングに起用された。
  - アルバム未収録であり、2017年に『B'z COMPLETE SINGLE BOX』が発売されるまでは本シングルでしか入手ができない状態だった[注 2]。ただし前述のゲームソフトには、音楽データとして本曲のショートバージョンが7曲目に収録されている。
  - ライブでは『B'z LIVE-GYM 2005 "CIRCLE OF ROCK"』でリリースから約8年越しに初演奏され、2013年に初映像化となった。

## タイアップ
- 資生堂「ピエヌ」CMソング（#1）
- トミー (現タカラトミー) プレイステーション用テレビゲーム『INDY 500』イメージソング（#2）

## 参加ミュージシャン
- 松本孝弘:ギター、ベース、全曲作曲・編曲
- 稲葉浩志:ボーカル、全曲作詞・編曲
- 山木秀夫:ドラム

## 収録アルバム
FIREBALL
- SURVIVE
- B'z The Best "Treasure"
- B'z The Best XXV 1988-1998

## ライブ映像作品
FIREBALL
- a BEAUTIFUL REEL. B'z LIVE-GYM 2002 GREEN 〜GO★FIGHT★WIN〜
- B'z LIVE-GYM Hidden Pleasure 〜Typhoon No.20〜
- B'z COMPLETE SINGLE BOX（特典DVD）
- B'z LIVE-GYM 2017-2018 “LIVE DINOSAUR”
- B'z LIVE-GYM Pleasure 2023 -STARS-

哀しきdreamer
- B'z LIVE-GYM 2005 -CIRCLE OF ROCK-